# Laxå
Laxå este un oraș în Suedia.

## Demografie
| \| Evoluția demografică a zonei urbane Laxå, 1970–2015 \| Evoluția demografică a zonei urbane Laxå, 1970–2015 \| Evoluția demografică a zonei urbane Laxå, 1970–2015 \| Evoluția demografică a zonei urbane Laxå, 1970–2015 \| Evoluția demografică a zonei urbane Laxå, 1970–2015 \| \| --------------------------------------------------------------------------------------- \| --------------------------------------------------- \| --------------------------------------------------- \| --------------------------------------------------- \| --------------------------------------------------- \| \| An \| \| \| Locuitori \| \| \| 1970 \| 1970 \| \| 5.847 \| 5.847 \| \| 1975 \| 1975 \| \| 5.166 \| 5.166 \| \| 1980 \| 1980 \| \| 5.193 \| 5.193 \| \| 1990 \| 1990 \| \| 4.393 \| 4.393 \| \| 1995 \| 1995 \| \| 3.911 \| 3.911 \| \| 2000 \| 2000 \| \| 3.641 \| 3.641 \| \| 2005 \| 2005 \| \| 3.307 \| 3.307 \| \| 2010 \| 2010 \| \| 3.064 \| 3.064 \| \| 2015 \| 2015 \| \| 3.125 \| 3.125 \| \| Sursa: SCB - Statistika Centralbyrån, Folkmängden per tätort. Vart femte år 1960 - 2016 \| \| \| \| \| |      |  |           |       |
| Evoluția demografică a zonei urbane Laxå, 1970–2015 |      |  |           |       |
| An |      |  | Locuitori |       |
| 1970 | 1970 |  | 5.847     | 5.847 |
| 1975 | 1975 |  | 5.166     | 5.166 |
| 1980 | 1980 |  | 5.193     | 5.193 |
| 1990 | 1990 |  | 4.393     | 4.393 |
| 1995 | 1995 |  | 3.911     | 3.911 |
| 2000 | 2000 |  | 3.641     | 3.641 |
| 2005 | 2005 |  | 3.307     | 3.307 |
| 2010 | 2010 |  | 3.064     | 3.064 |
| 2015 | 2015 |  | 3.125     | 3.125 |
| Sursa: SCB - Statistika Centralbyrån, Folkmängden per tätort. Vart femte år 1960 - 2016 |      |  |           |       |